# Noroeste Espírito-Santense
Noroeste Espírito-Santense is een van de vier mesoregio's van de Braziliaanse deelstaat Espírito Santo. Zij grenst aan de deelstaat Minas Gerais in het westen en noordwesten en de mesoregio's Litoral Norte Espírito-Santense in het noordoosten en oosten en Central Espírito-Santense in het zuiden. De mesoregio heeft een oppervlakte van ca. 12.039 km². Midden 2004 werd het inwoneraantal geschat op 397.899.
Drie microregio's behoren tot deze mesoregio:
- Barra de São Francisco
- Colatina
- Nova Venécia

Mesoregio's: Central Espírito-Santense · Litoral Norte Espírito-Santense · Noroeste Espírito-Santense · Sul Espírito-Santense

Microregio's: Afonso Cláudio · Alegre · Barra de São Francisco · Cachoeiro de Itapemirim · Colatina · Guarapari · Itapemirim · Linhares · Montanha · Nova Venécia · Santa Teresa · São Mateus · Vitória